# Симфонічний оркестр Дніпровської філармонії
Академічний симфонічний оркестр Дніпропетровської філармонії — оркестр при Дніпровській обласній філармонії. Заснований 1939 року. Станом на 1996 рік нараховував близько 80 музикантів
В різні роки оркестр очолювали: С. Фельдман (організатор), М. Лубенець, М. Корсавін, С. Дудкін, Г. Проваторов, Г. Карапетян, А. Осмаков, у 1987—99 — художній керівник і головний диригент — В. Блінов, з 2004 — Н. Пономарчук.
З оркестром виступали диригенти — В. Вербицький, Ф. Гпущенко, В. Гнєдаш, О. Гуляницький, І. Гусман, Ю. Домаркас, В. Жорданія, М. Канерш- тейн, О. Климов, В. Кожухар, Ю. Луців, Р. Матсов, І. Островський, Н. Рахлін, К. Симеонов, А. Стасевич, Ю. Файєр, Є. Шабалтіна, К. Еліасберг; піаністи — Г. Аксельрод, Л. Берман, Е. Вірсаладзе, Д. Башкіров, Е. Плельс, Г. Гінзбург, М. Грінберг, Б. Давидович, Я. Зак, Р. Керер, В. Крайнев, А. Лисенко, О. Любимов, Є. Малінін, Т. Махмудова, Є. Могилевський, С. Навасарданян, С. Нейгауз, М. Петров, Є. Ржанов, Г. Соколов, П. Серебряков, М. Сук, Н. Штаркман, Я. Флієр; скрипалі — С. Алумян, І. Безродний, М. Вайман, О. Горохов, Е. Грач, Б. Гутников, Л. Ісакадзе, Л. Коган, В. Климов, Б. Которович, О. Криса, О. Пархоменко, В. Пікайзен, Ю. Ситковецький, В. Третьяков; віолончелісти — Н. Гутман, К. Родін, М. Ростропович, М. Хоміцер, В. Червов, М. Чайковська, Н. Шаховська, Д. Шафран, В. Якименко; співаки — П. Кармалюк, А. Кочерга, X. Крумм, Н. Казанцева, Є. Мірошниченко, К. Огневой, B.Пазич, М. Попов (Болгарія), Н. Суржина, Г. Туфтіна, Н. Шпіллер; відбулись авт. вечори композиторів України та ін. республік. У концертах брали участь українські капели — «Думка», «Трембіта», Латвійська хорова капела, Литовський хор, Державний чоловічий хор Естонії (кер. Г. Ернесакс), російська Державний академічний хор п/к О. Свешникова, Академічна капела ім. О. Юрлова, Ленінградська академічна капела ім. М. Глінки, Московський хор п/к В. Соколова та інші.